# Грималдо Канела
Грималдо Канела (на италиански: Grimaldo Canella; * ок. 1110, Генуа; † 1184) генуезки политик, родоначалник на рода Грималди.

## Произход
Той вероятно е роден в Генуа около 1110 г. като син на благородника Отоне Канела (вероятно произхождащ от господарите на Вецано Лигуре), генуезки патриций, който по-късно е консул на Генуа (1133 г.), и на Аделазия, вероятно местна благородничка. Той е най-малкият от няколко братя и сестри (Рубалдо, Беламунто, Ото, Булцането и Анна Канела).

## Биография
Политик и военен, той се появява за първи път в документ от 2 октомври 1158 г. Той е посланик при Фридрих I Барбароса през 1158 г., консул на Генуа няколко пъти през 1162, 1170 и 1184 г. и също посланик при емира на Мароко през 1169 г. Най-накрая е засвидетелстван в различни нотариални актове от 1162 и 1184 г. Като военен през октомври 1170 г. той предвожда осем генуезки галери, които под негово командване преследват малка армия от пизански галери и пленяват една от тях.Умира около 1184 г.
По негово време семейството вече живее в района на Генуа между това, което ще бъде църквата „Сан Лука“ (построена от Оберто и неговия тъст около 1180 г.) и т. нар. квартал „Мадалена“. На тази възраст Грималди започва издигането си сред най-великите родове на Генуезката република, участващи в първите борби на времето.
В този контекст фигурата му следователно стои като тази на едноименния прародител, известния консул, чиито потомци искат да запазят името като име на самия дом. Като основател Грималдо стои между тъмната история и началото на лошата слава на семейството. Всъщност историци и хералдисти измислят митично потекло и произход за него и са се възползват от името му, за да го свържат като потомък на франкски герои със същото име.
Неговата фигура обаче започва да се изучава сериозно едва в съвременната епоха, въпреки че истинският произход на Канела все още остава неизвестен. След девет века името и споменът за Грималдо все още са запазени и той се смята за основател на фамилията Грималди.

## Брак и потомство
∞ за местна благородничка, от която има трима сина и три дъщери:
- Оберто I Грималди (р. ок. 1140, †; 1232), основател на икономическата и политическата власт на дома;
- Пиетро Грималди
- Раймондо Грималди
- Аделазия Грималди († сл. 1 декември 1177), ∞ за Герардо VII Дела Герардеска († сл. 1178), граф на Сетимо;
- Грималдина Грималди
- Анна Грималди